# Coppa Libertadores 1987
L'edizione 1987 della Coppa Libertadores vide la vittoria del Penarol.

## Prima fase

### Gruppo 1
| Squadra               | Pti | G | V | N | P | GF | GS | DR  |
| --------------------- | --- | - | - | - | - | -- | -- | --- |
| Independiente         | 9   | 6 | 4 | 1 | 1 | 13 | 4  | 9   |
| Rosario Central       | 8   | 6 | 3 | 2 | 1 | 12 | 7  | 5   |
| Deportivo Táchira     | 7   | 6 | 3 | 1 | 2 | 11 | 12 | -1  |
| Estudiantes de Mérida | 0   | 6 | 0 | 0 | 6 | 4  | 17 | -13 |

| 18 luglio 1987        |     |                       |  |               |
| Estudiantes de Mérida | 0–3 | Rosario Central       |  | Mérida        |
| 19 luglio 1987        |     |                       |  |               |
| Unión Atl. Táchira    | 3–2 | Independiente         |  | San Cristóbal |
| 22 luglio 1987        |     |                       |  |               |
| Unión Atl. Táchira    | 0–0 | Rosario Central       |  | San Cristóbal |
| Estudiantes de Mérida | 0–1 | Independiente         |  | Mérida        |
| 26 luglio 1987        |     |                       |  |               |
| Unión Atl. Táchira    | 3–2 | Estudiantes de Mérida |  | San Cristóbal |
| 1º agosto 1987        |     |                       |  |               |
| Rosario Central       | 0–0 | Independiente         |  | Rosário       |
| 4 agosto 1987         |     |                       |  |               |
| Independiente         | 2–0 | Estudiantes de Mérida |  | Avellaneda    |
| 5 agosto 1987         |     |                       |  |               |
| Rosario Central       | 3–2 | Unión Atl. Táchira    |  | Rosário       |
| 8 agosto 1987         |     |                       |  |               |
| Rosario Central       | 5–2 | Estudiantes de Mérida |  | Rosário       |
| 9 agosto 1987         |     |                       |  |               |
| Independiente         | 5–0 | Unión Atl. Táchira    |  | Avellaneda    |
| 16 agosto 1987        |     |                       |  |               |
| Independiente         | 3–2 | Rosario Central       |  | Avellaneda    |
| Estudiantes de Mérida | 0–3 | Unión Atl. Táchira    |  | Mérida        |

### Gruppo 2
| Squadra           | Pti | G | V | N | P | GF | GS | DR |
| ----------------- | --- | - | - | - | - | -- | -- | -- |
| América de Cali   | 8   | 6 | 3 | 2 | 1 | 13 | 5  | 8  |
| Deportivo Cali    | 8   | 6 | 4 | 0 | 2 | 13 | 5  | 8  |
| The Strongest     | 5   | 6 | 2 | 1 | 3 | 7  | 16 | -9 |
| Oriente Petrolero | 3   | 6 | 1 | 1 | 4 | 7  | 14 | -7 |

| 7 maggio 1987     |     |                   |  |            |
| América de Cali   | 1–0 | Deportivo Cali    |  | Cali       |
| The Strongest     | 3–2 | Oriente Petrolero |  | La Paz     |
| 12 maggio 1987    |     |                   |  |            |
| The Strongest     | 2–1 | Deportivo Cali    |  | La Paz     |
| 15 maggio 1987    |     |                   |  |            |
| Oriente Petrolero | 0–1 | Deportivo Cali    |  | Santa Cruz |
| 19 maggio 1987    |     |                   |  |            |
| The Strongest     | 1–1 | América de Cali   |  | La Paz     |
| 22 maggio 1987    |     |                   |  |            |
| Oriente Petrolero | 1–1 | América de Cali   |  | Santa Cruz |
| 26 maggio 1987    |     |                   |  |            |
| Oriente Petrolero | 2–1 | The Strongest     |  | Santa Cruz |
| Deportivo Cali    | 2–1 | América de Cali   |  | Cali       |
| 2 giugno 1987     |     |                   |  |            |
| Deportivo Cali    | 5–1 | Oriente Petrolero |  | Cali       |
| 5 giugno 1987     |     |                   |  |            |
| América de Cali   | 3–1 | Oriente Petrolero |  | Cali       |
| 9 giugno 1987     |     |                   |  |            |
| Deportivo Cali    | 4–0 | The Strongest     |  | Cali       |
| 12 giugno 1987    |     |                   |  |            |
| América de Cali   | 6–0 | The Strongest     |  | Cali       |

Spareggio 1º Posto
| Data      | Sede | Squadra 1       | Risultato          | Squadra 2      |
| --------- | ---- | --------------- | ------------------ | -------------- |
| 17 luglio | Cali | América de Cali | 0 - 0 (4:2 rigori) | Deportivo Cali |

### Gruppo 3
| Squadra      | Pti | G | V | N | P | GF | GS | DR |
| ------------ | --- | - | - | - | - | -- | -- | -- |
| Cobreloa     | 8   | 6 | 3 | 2 | 1 | 8  | 4  | 4  |
| Colo-Colo    | 7   | 6 | 2 | 3 | 1 | 6  | 4  | 2  |
| Guarani      | 5   | 6 | 1 | 3 | 2 | 6  | 8  | -2 |
| São Paulo FC | 4   | 6 | 1 | 2 | 3 | 9  | 13 | -4 |

| 25 marzo 1987  |     |              |  |                   |
| Cobreloa       | 1–0 | Colo-Colo    |  | Calama            |
| 27 marzo 1987  |     |              |  |                   |
| Guarani        | 3–1 | São Paulo FC |  | Campinas          |
| 7 aprile 1987  |     |              |  |                   |
| Guarani        | 0–0 | Cobreloa     |  | Campinas          |
| 10 aprile 1987 |     |              |  |                   |
| São Paulo FC   | 2–1 | Cobreloa     |  | San Paolo         |
| 5 maggio 1987  |     |              |  |                   |
| Guarani        | 0–0 | Colo-Colo    |  | Campinas          |
| 8 maggio 1987  |     |              |  |                   |
| São Paulo FC   | 1–2 | Colo-Colo    |  | San Paolo         |
| 3 giugno 1987  |     |              |  |                   |
| Colo-Colo      | 0–0 | Cobreloa     |  | Santiago del Cile |
| 4 giugno 1987  |     |              |  |                   |
| São Paulo FC   | 2–2 | Guarani      |  | San Paolo         |
| 9 giugno 1987  |     |              |  |                   |
| Cobreloa       | 3–1 | Guarani      |  | Calama            |
| 12 giugno 1987 |     |              |  |                   |
| Colo-Colo      | 2–0 | Guarani      |  | Santiago del Cile |
| 16 giugno 1987 |     |              |  |                   |
| Cobreloa       | 3–1 | São Paulo FC |  | Calama            |
| 19 giugno 1987 |     |              |  |                   |
| Colo-Colo      | 2–2 | São Paulo FC |  | Santiago del Cile |

### Gruppo 4
| Squadra        | Pti | G | V | N | P | GF | GS | DR |
| -------------- | --- | - | - | - | - | -- | -- | -- |
| Barcelona      | 8   | 6 | 4 | 0 | 2 | 8  | 7  | 1  |
| Olimpia        | 7   | 6 | 3 | 1 | 2 | 9  | 10 | -1 |
| El Nacional    | 6   | 6 | 3 | 0 | 3 | 12 | 7  | 5  |
| Sol de América | 3   | 6 | 1 | 1 | 4 | 7  | 12 | -5 |

| 15 marzo 1987  |     |                |  |           |
| Olímpia        | 2–1 | Sol de América |  | Asunción  |
| 22 marzo 1987  |     |                |  |           |
| El Nacional    | 2–0 | Barcelona      |  | Quito     |
| 1º aprile 1987 |     |                |  |           |
| Olímpia        | 2–0 | El Nacional    |  | Asunción  |
| 5 aprile 1987  |     |                |  |           |
| Sol de América | 2–1 | El Nacional    |  | Asunción  |
| 8 aprile 1987  |     |                |  |           |
| Sol de América | 1–2 | Barcelona      |  | Asunción  |
| 12 aprile 1987 |     |                |  |           |
| Olímpia        | 1–0 | Barcelona      |  | Asunción  |
| 13 maggio 1987 |     |                |  |           |
| Barcelona      | 2–1 | El Nacional    |  | Guayaquil |
| 14 maggio 1987 |     |                |  |           |
| Sol de América | 2–2 | Olímpia        |  | Asunción  |
| 20 maggio 1987 |     |                |  |           |
| El Nacional    | 4–0 | Olímpia        |  | Quito     |
| Barcelona      | 1–0 | Sol de América |  | Guayaquil |
| 24 maggio 1987 |     |                |  |           |
| Barcelona      | 3–2 | Olímpia        |  | Guayaquil |
| El Nacional    | 4–1 | Sol de América |  | Quito     |

### Gruppo 5
| Squadra             | Pti | G | V | N | P | GF | GS | DR |
| ------------------- | --- | - | - | - | - | -- | -- | -- |
| Peñarol             | 10  | 6 | 4 | 2 | 0 | 10 | 4  | 6  |
| Alianza Lima        | 6   | 6 | 2 | 2 | 2 | 4  | 4  | 0  |
| Progreso            | 5   | 6 | 1 | 3 | 2 | 7  | 7  | 0  |
| Colegio San Agustín | 3   | 6 | 1 | 1 | 4 | 5  | 11 | -6 |

| 6 maggio 1987       |     |                     |  |            |
| Peñarol             | 3–2 | Progreso            |  | Montevideo |
| Colegio San Agustín | 0–2 | Alianza Lima        |  | Lima       |
| 12 maggio 1987      |     |                     |  |            |
| Colegio San Agustín | 3–1 | Progreso            |  | Lima       |
| 15 maggio 1987      |     |                     |  |            |
| Alianza Lima        | 0–0 | Progreso            |  | Lima       |
| 20 maggio 1987      |     |                     |  |            |
| Alianza Lima        | 0–1 | Peñarol             |  | Lima       |
| 22 maggio 1987      |     |                     |  |            |
| Colegio San Agustín | 1–1 | Peñarol             |  | Lima       |
| 26 maggio 1987      |     |                     |  |            |
| Progreso            | 1–1 | Peñarol             |  | Montevideo |
| Alianza Lima        | 2–1 | Colegio San Agustín |  | Lima       |
| 31 maggio 1987      |     |                     |  |            |
| Progreso            | 0–0 | Alianza Lima        |  | Montevideo |
| 2 giugno 1987       |     |                     |  |            |
| Peñarol             | 2–0 | Alianza Lima        |  | Montevideo |
| 6 giugno 1987       |     |                     |  |            |
| Progreso            | 3–0 | Colegio San Agustín |  | Montevideo |
| 9 giugno 1987       |     |                     |  |            |
| Peñarol             | 2–0 | Colegio San Agustín |  | Montevideo |

## Seconda fase

### Gruppo 1
| Squadra         | Pti | G | V | N | P | GF | GS | DR  |
| --------------- | --- | - | - | - | - | -- | -- | --- |
| América de Cali | 6   | 4 | 2 | 2 | 0 | 9  | 3  | 6   |
| Cobreloa        | 6   | 4 | 2 | 2 | 0 | 8  | 3  | 5   |
| Barcelona       | 0   | 4 | 0 | 0 | 4 | 0  | 11 | -11 |

| 1º settembre 1987 |     |                 |  |           |
| Cobreloa          | 3–0 | Barcelona       |  | Calama    |
| 4 settembre 1987  |     |                 |  |           |
| Cobreloa          | 2–2 | América de Cali |  | Calama    |
| 9 settembre 1987  |     |                 |  |           |
| Barcelona         | 0–2 | América de Cali |  | Guayaquil |
| 15 settembre 1987 |     |                 |  |           |
| Barcelona         | 0–2 | Cobreloa        |  | Guayaquil |
| 18 settembre 1987 |     |                 |  |           |
| América de Cali   | 1–1 | Cobreloa        |  | Cali      |
| 23 settembre 1987 |     |                 |  |           |
| América de Cali   | 4–0 | Barcelona       |  | Cali      |

### Gruppo 2
| Squadra       | Pti | G | V | N | P | GF | GS | DR |
| ------------- | --- | - | - | - | - | -- | -- | -- |
| Peñarol       | 5   | 4 | 2 | 1 | 1 | 7  | 3  | 4  |
| River Plate   | 4   | 4 | 1 | 2 | 1 | 2  | 2  | 0  |
| Independiente | 3   | 4 | 1 | 1 | 2 | 4  | 8  | -4 |

| 26 agosto 1987    |     |               |  |              |
| River Plate       | 0–0 | Independiente |  | Buenos Aires |
| 2 settembre 1987  |     |               |  |              |
| Peñarol           | 3–0 | Independiente |  | Montevideo   |
| 16 settembre 1987 |     |               |  |              |
| Peñarol           | 0–0 | River Plate   |  | Montevideo   |
| 23 settembre 1987 |     |               |  |              |
| Independiente     | 2–1 | River Plate   |  | Avellaneda   |
| 30 settembre 1987 |     |               |  |              |
| Independiente     | 2–4 | Peñarol       |  | Avellaneda   |
| 7 ottobre 1987    |     |               |  |              |
| River Plate       | 1–0 | Peñarol       |  | Buenos Aires |

### Finale
| Data                                 | Sede              | Squadra 1       | Risultato | Squadra 2       |
| ------------------------------------ | ----------------- | --------------- | --------- | --------------- |
| 21 ottobre                           | Cali              | América de Cali | 2 - 0     | Peñarol         |
| 28 ottobre                           | Montevideo        | Peñarol         | 2 - 1     | América de Cali |
| 31 ottobre                           | Santiago del Cile | Peñarol         | 1 - 0 dts | América de Cali |
| Peñarol vince la Coppa Libertadores. |                   |                 |           |                 |

| Uruguay          |
| Campione Peñarol |

## Capocannoniere
| Giocatore      | Squadra         | Gol |
| -------------- | --------------- | --- |
| Ricardo Gareca | América de Cali | 7   |